# Nationalpark Cevennen
Der Nationalpark Cevennen (französisch Parc national des Cévennes) ist ein Nationalpark in den Cevennen im Süden Frankreichs. Der Park umfasst ein Gebiet mit einer Fläche von 912,79 Quadratkilometern in den Départements Lozère und Gard sowie kleine Teile der Départements Ardèche und Aveyron. Die Verwaltung des Parks hat ihren Sitz in der Gemeinde Florac Trois Rivières.

## Geschichte
Schon im Jahr 1913 schlug der Höhlenforscher Édouard Alfred Martel die Schaffung eines Nationalparks in den Cevennen vor, um die Mittelgebirgs-Landschaft der Region zu schützen. 1956 wurde die Idee von der Verwaltung des Départements Lozère wieder aufgegriffen. Im Jahr 1970 wurde der Nationalpark dann ausgewiesen. Er beinhaltet auch Teile des sogenannten Stevenson-Wanderwegs (GR 70).

## Lage und Geographie
In dem etwa 3213 Quadratkilometer großen Nationalpark befinden sich verschiedene Berge, so der Mont Lozère (1699 m), der Mont Aigoual (1567 m) und Hochplateaus wie die Causse Méjean oder das Plateau des Cham des Bondons mit zahlreichen Zeugnissen aus der Jungsteinzeit (Menhire und Dolmen), die jedoch auch an anderen Stellen des Nationalparks zu finden sind. Als Flüsse sind zu nennen: Cèze, Chassezac und Gardon, deren Wasser ins Mittelmeer fließt, sowie der Lot, der Tarn, die Jonte und die Dourbie, deren Wässer letztlich im Atlantik enden. Das Klima hat Mittelgebirgscharakter und ist nur selten vom Mittelmeer beeinflusst.

## Flora und Fauna
In den Cevennen gibt es eine artenreiche Flora und abwechslungsreiche Fauna. Die Pflanzen, die in der ca. 913 Quadratkilometer umfassenden Kernzone vorzufinden sind, sind unter anderem der Sonnentau, Tulpen, Lavendel, Orchideen und die Kastanien. Auch ist in den Cevennen der Türkenbund vertreten.
Tiere wie das Mufflon, Rehe und Hirsche sind in dem etwa 150.000 Hektar großen Waldgebiet, das den Park durchzieht, zu finden. Weitere Säugetiere sind Steinbock, Biber, Ginsterkatzen und Hufeisennasen.

## Karten
- Institut Géographique National (Hrsg.): Parc national des Cévennes, Réserve de biosphère. Découverte des parcs de France, routes et itinéraires touristiques, sites et monuments, activités de plein-air (= Carte touristique IGN, 83303). Maßstab: 1:100.000. Paris 2007, ISBN 978-2-7585-0802-1.